# Charles Morerod
Charles Morerod (Riaz, 28 ottobre 1961) è un vescovo cattolico svizzero, dal 3 novembre 2011 vescovo di Losanna, Ginevra e Friburgo.

## Biografia
Nasce a Riaz, nel canton Friburgo e diocesi di Losanna, Ginevra e Friburgo, il 28 ottobre 1961.

### Formazione e ministero sacerdotale
Compie gli studi filosofici e teologici presso la facoltà di teologia dell'università di Friburgo; li conclude con la licenza in teologia.
Nel 1983 entra nell'Ordine dei frati predicatori (noti come domenicani); l'anno seguente emette la professione semplice dei voti, mentre nel 1987 emette quella solenne. Il 30 aprile 1988 è ordinato presbitero a Ginevra.
Dapprima collabora come viceparroco a Ginevra, poi è assistente e cappellano presso l'università di Friburgo. Nel 1993 ottiene il dottorato in teologia e nel 1996 la licenza in filosofia.
Dal 1994 al 1999 è professore aggiunto presso l'università di Friburgo, dal 1996 è professore inviato presso la Pontificia università "San Tommaso d'Aquino"; dal 1999 è professore a tempo pieno della medesima. Dal 1997 è il redattore della rivista Nova et Vetera per la lingua francese. Dal 1999 al 2002 insegna alla facoltà di teologia a Lugano quando diventa vicedecano della stessa. Dal 2003 al 2009 è decano della facoltà filosofica della Pontificia università "San Tommaso d'Aquino".
Il 22 aprile 2009 papa Benedetto XVI lo nomina segretario generale della Commissione teologica internazionale e consultore della Congregazione per la dottrina della fede. Il 2 settembre dello stesso anno diventa anche rettore della Pontificia università "San Tommaso d'Aquino".

### Ministero episcopale

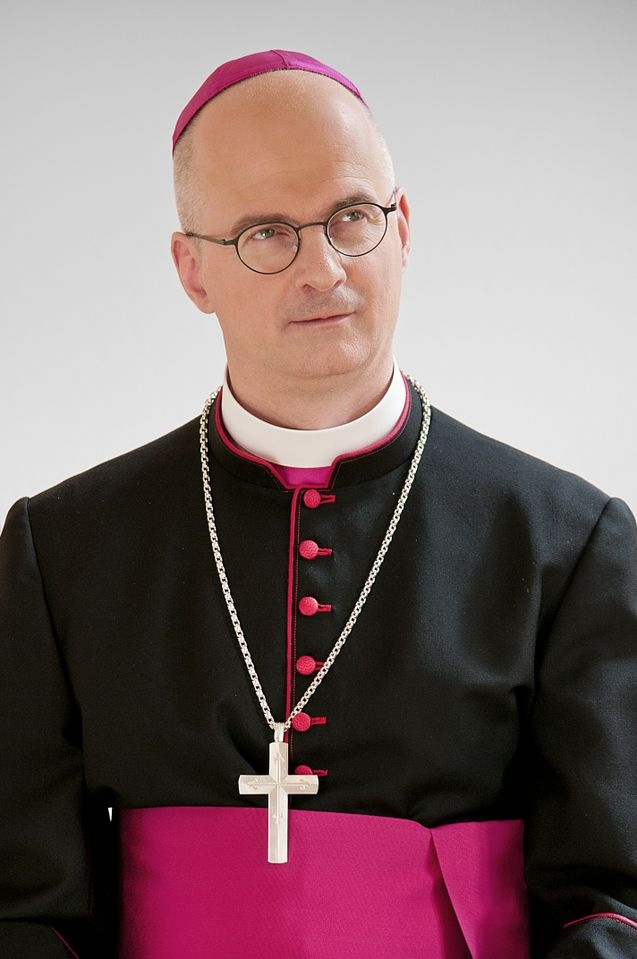
Mons. Charles Morerod, nel 2011.

Il 3 novembre 2011 papa Benedetto XVI lo nomina vescovo di Losanna, Ginevra e Friburgo; succede a Bernard Genoud, deceduto il 21 settembre 2010. L'11 dicembre successivo riceve l'ordinazione episcopale, nella cattedrale di Friburgo, dal cardinale Georges Cottier, co-consacranti il cardinale William Joseph Levada ed il vescovo Pierre Farine. Durante la stessa celebrazione prende possesso della diocesi.
Il 12 giugno 2012 lo stesso papa lo nomina membro della Congregazione per l'educazione cattolica; papa Francesco lo conferma il 30 novembre 2013; il 29 marzo 2014 lo nomina membro del Pontificio consiglio della cultura e il 28 ottobre 2016 membro della Congregazione per il culto divino e la disciplina dei sacramenti.
Dopo essere stato segretario della Conferenza dei vescovi svizzeri dal 2012 al 2016 e presidente dal 2016 al 2019, il 1º gennaio 2025 è divenuto nuovamente presidente della Conferenza episcopale.

## Genealogia episcopale e successione apostolica
La genealogia episcopale è:
- Cardinale Scipione Rebiba
- Cardinale Giulio Antonio Santori
- Cardinale Girolamo Bernerio, O.P.
- Arcivescovo Galeazzo Sanvitale
- Cardinale Ludovico Ludovisi
- Cardinale Luigi Caetani
- Cardinale Ulderico Carpegna
- Cardinale Paluzzo Paluzzi Altieri degli Albertoni
- Papa Benedetto XIII
- Papa Benedetto XIV
- Papa Clemente XIII
- Cardinale Bernardino Giraud
- Cardinale Alessandro Mattei
- Cardinale Pietro Francesco Galleffi
- Cardinale Giacomo Filippo Fransoni
- Cardinale Carlo Sacconi
- Cardinale Edward Henry Howard
- Cardinale Mariano Rampolla del Tindaro
- Cardinale Rafael Merry del Val
- Cardinale Raffaele Scapinelli di Leguigno
- Cardinale Friedrich Gustav Piffl, C.R.S.A.
- Vescovo Michael Memelauer
- Cardinale Franz König
- Cardinale Hans Hermann Groër, O.S.B.
- Cardinale Christoph Schönborn, O.P.
- Cardinale Georges Cottier, O.P.
- Vescovo Charles Morerod, O.P.

La successione apostolica è:
- Vescovo Alain de Raemy (2014)